# Program Apollo

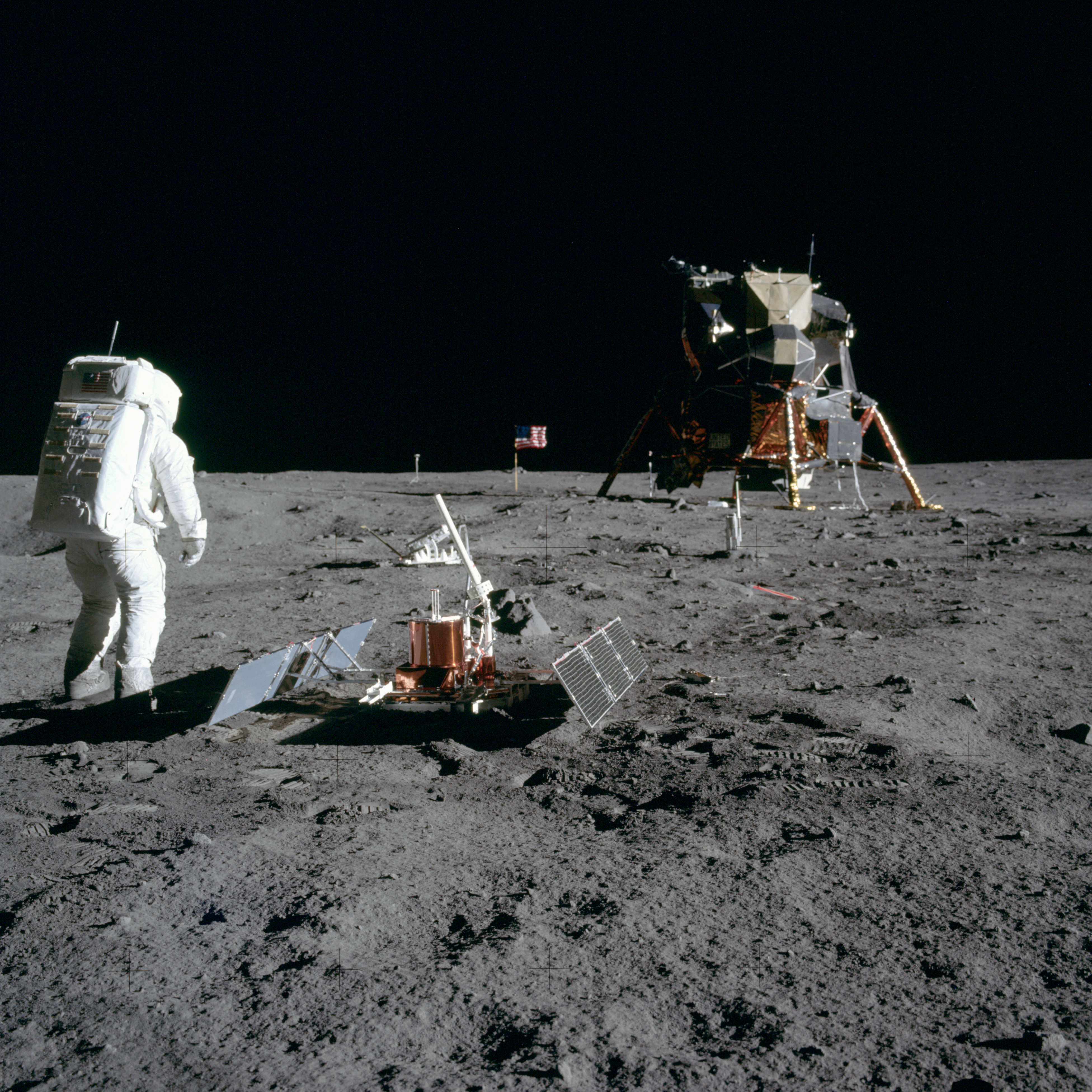
Astronaut Buzz Aldrin a jeden z přístrojů EASEP, v pozadí lunární modul, expedice Apollo 11

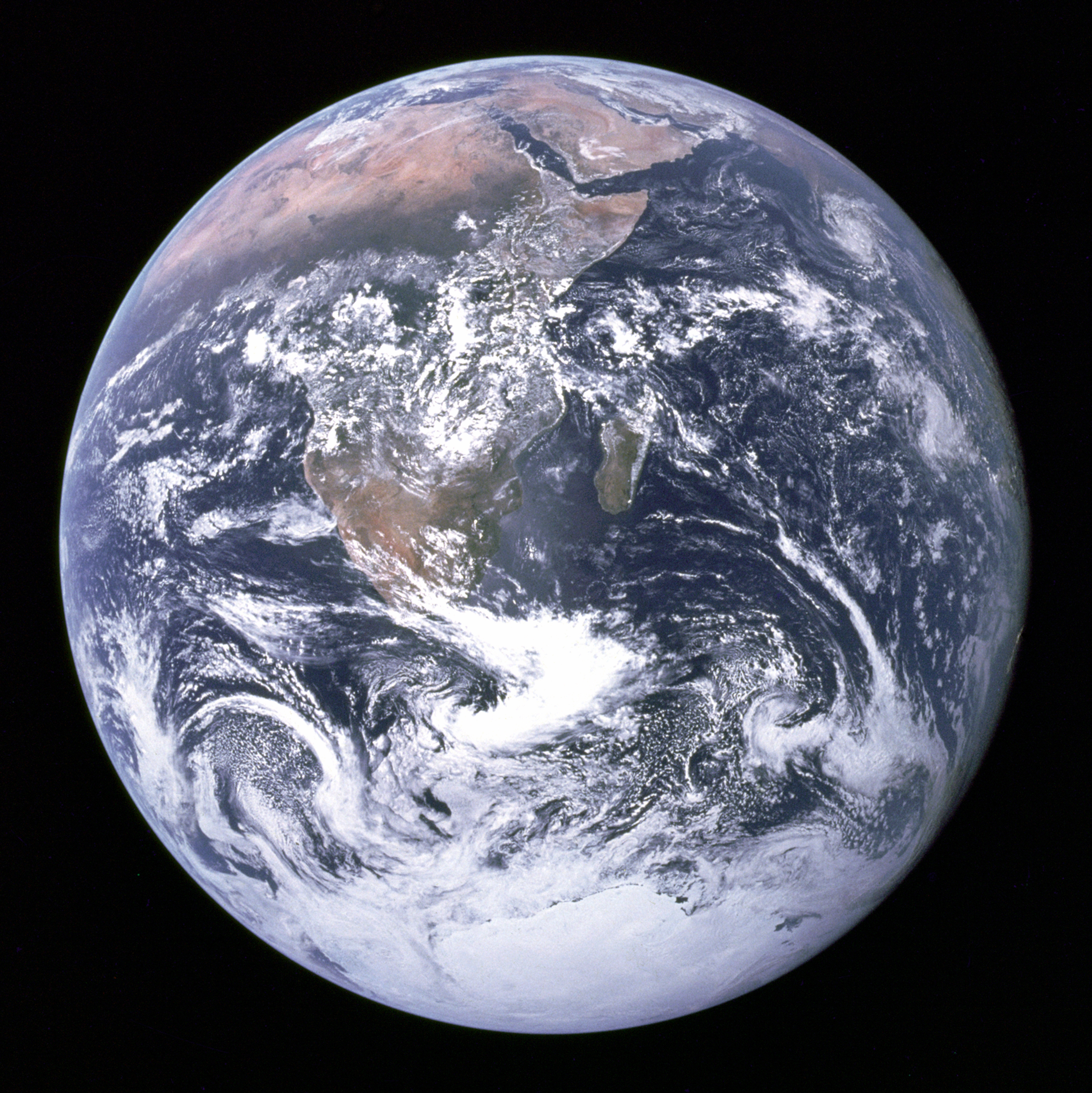
Fotografie Země pořízená 7. prosince 1972 posádkou Apolla 17 ze vzdálenosti 29 tisíc kilometrů

Program Apollo, probíhající v letech 1961–1972, byl americký program pilotovaných kosmických letů realizovaný Národním úřadem pro letectví a kosmonautiku (NASA). Jeho cílem bylo přistání lidí na Měsíci a jejich návrat na Zemi. Tohoto cíle bylo poprvé dosaženo v roce 1969.
Program Apollo byl připravován koncem 50. let 20. století jako nástupce programu Mercury, prvního amerického programu pilotovaných letů. Poté, co prezident John Fitzgerald Kennedy 25. května 1961 vyhlásil národním cílem přistání lidí na Měsíci a jejich bezpečný návrat na Zem do konce desetiletí, získal program Apollo konkrétní směr.
Kennedyho úkol splnil let Apolla 11, když astronauti Neil Armstrong a Buzz Aldrin 20. července 1969 v lunárním modulu své lodi přistáli na Měsíci a 21. července vystoupili na jeho povrch, zatímco Michael Collins na ně čekal ve velitelském modulu na oběžné dráze Měsíce. Všichni tři se v Apollu 11 bezpečně vrátili k Zemi a 24. července 1969 přistáli v Tichém oceánu. Na Měsíci přistálo pět dalších misí programu Apollo, poslední v prosinci 1972. V těchto šesti vesmírných letech se celkem dvanáct astronautů prošlo po Měsíci a stali se tak jedinými lidmi, kteří navštívili jiné vesmírné těleso.
V roce 1961, kdy byl stanoven cíl programu, americké pilotované lety teprve začínaly – proběhl pouze jeden suborbitální let v rámci programu Mercury (Mercury-Redstone 3). Před lety k Měsíci doběhl program Mercury – krátkodobé lety v jednomístné kosmické lodi. V programu Gemini si Američané nacvičili manévrování, navigaci a spojování kosmických lodí, výstupy do vesmíru a vyzkoušeli delší (dvoutýdenní) pobyt lidí ve vesmíru. Paralelně sondy programů Ranger, Surveyor a Lunar Orbiter prozkoumaly a zmapovaly Měsíc.
Základním technickým prostředkem programu byla kosmická loď Apollo, vynášená do vesmíru nosnými raketami Saturn IB a Saturn V z Kennedyho vesmírného střediska na Floridě v USA.
Program Apollo byl úspěšný navzdory dvěma velkým nehodám. Při první roku 1967 během předstartovních zkoušek shořela loď Apollo 1 i se třemi astronauty na palubě. Při druhé roku 1970 během letu Apolla 13 k Měsíci vybuchla jedna z nádrží s kyslíkem a vážně poškodila loď. S použitím zdrojů lunárního modulu se astronautům podařilo po obletu Měsíce bezpečně přistát na Zemi.
Další využití raket Saturn a lodí Apollo po skončení letů k Měsíci bylo zkoumáno ve studiích projektu Apollo applications, které vyústily v program Skylab v letech 1973–1974. V něm raketa Saturn V vynesla na oběžnou dráhu Země vesmírnou stanici Skylab, na niž astronauti létali upravenými loděmi Apollo. Loď Apollo byla použita i při sovětsko-americkém letu Sojuz-Apollo roku 1975.
Lety k Měsíci programu Apollo přinesly nová prvenství v pilotovaných letech do vesmíru. Zůstaly jedinými pilotovanými lety mimo nízkou oběžnou dráhu Země; Apollo 8 byl první pilotovaný let, který dosáhl oběžné dráhy jiného nebeského tělesa; Apollo 17 bylo poslední misí na Měsíci a posledním letem mimo nízkou oběžnou dráhu Země. Program urychlil technologický pokrok v mnoha oblastech souvisejících s raketovou techniku a pilotovanými kosmickými lety, včetně letectví, telekomunikací a výpočetní techniky.

## Vznik a koncepce

### Stanovení cíle

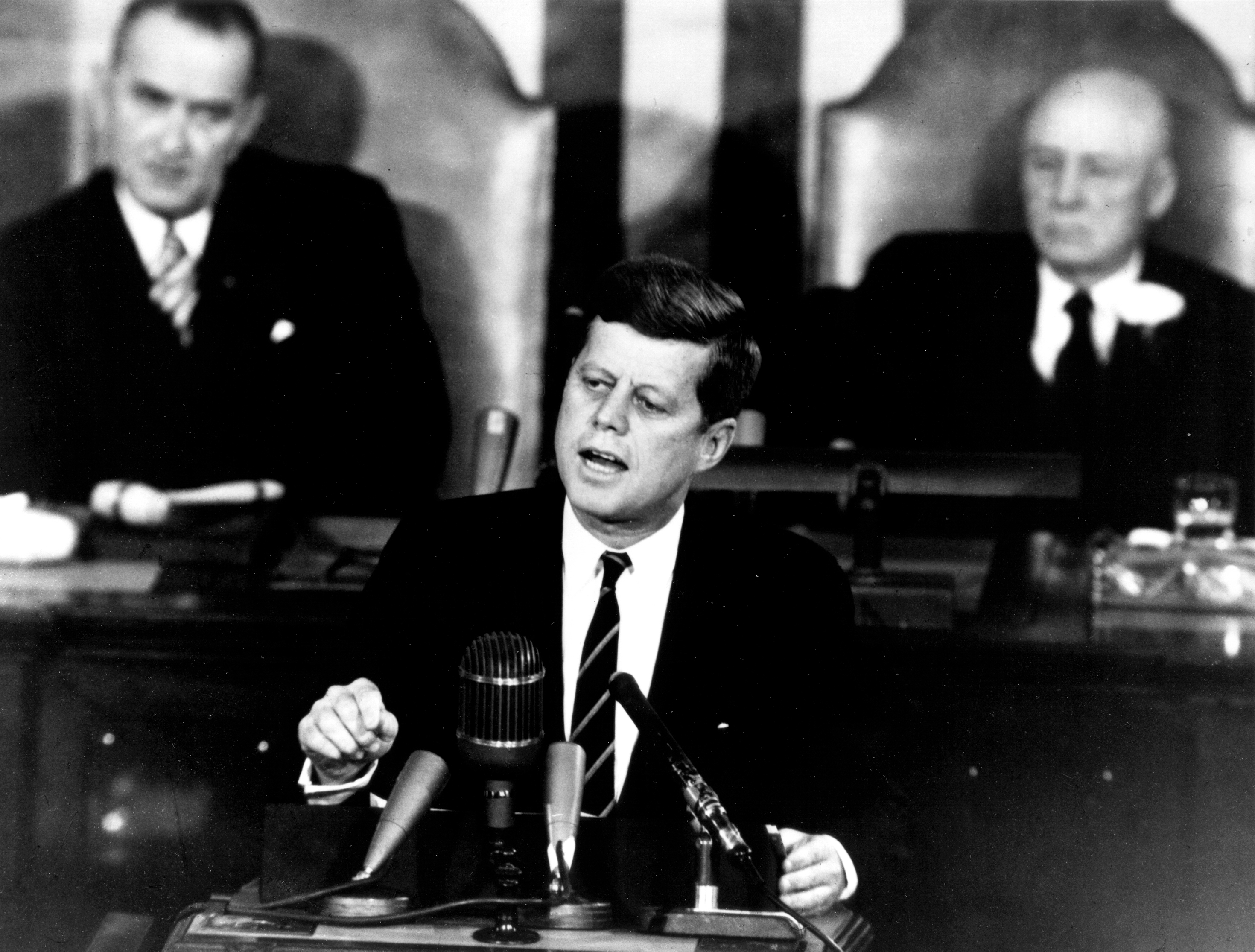
Prezident Kennedy v řeči před Kongresem vyhlašuje dosažení Měsíce za národní cíl Spojených států

Program Apollo byl připravován na přelomu 50. a 60. let 20. století jako následník programu Mercury. Zatímco kosmická loď Mercury byla jednomístná a schopná pouze krátkodobého letu na nízké oběžné dráze Země, uvažovaná loď Apollo měla být dostatečná k dopravě tří astronautů až k Měsíci, případně i na jeho povrch. Nový program pojmenoval manažer Národního úřadu pro letectví a kosmonautiku (NASA) Abe Silverstein po starořeckém bohu Apollónovi. Zatímco NASA pokračovala v plánování programu Apollo, finance pro něj byly, kvůli slabé podpoře pilotovaných kosmických letů ze strany tehdejšího prezidenta Eisenhowera, uvolňovány jen pomalu.
V listopadu 1960 byl John Fitzgerald Kennedy zvolen prezidentem Spojených států po agresívní protisovětské kampani, slibující mimo jiné obnovení americké nadřazenosti na poli výzkumu vesmíru. Zavázal se získat vůdčí pozici bez podmínek a vytáček, udělat Spojené státy „ne ,první, jestliže‘, ne ,první, ale‘, ani ,první, když‘, ale ,první‘ a hotovo“ („not ,first if‘, not ,first but‘, not ,first when‘, but ,first‘ period“), Navzdory své předvolební rétorice s konkrétními rozhodnutími ohledně vesmírného programu nespěchal. Věděl jen málo o technických detailech programu a vyhýbal se velkým finančním závazkům, které vyžadovala příprava pilotovaných letů na Měsíc. Když jím jmenovaný nový ředitel NASA James Webb požádal o 30% zvýšení rozpočtu, Kennedy podpořil urychlení vývoje nosných raket, ale rozhodnutí o celkové koncepci odložil.
Dne 12. dubna 1961 jako první člověk vzlétl na oběžnou dráhu Země sovětský kosmonaut Jurij Gagarin a americká prestiž i pocit nadřazenosti dostaly velkou ránu. Na setkání výboru Kongresu pro vědu a vesmír den po Gagarinově letu řada účastníků slíbila podpořit nové vesmírné programy. Kennedy však zachovával opatrnost.
O několik dní později, 20. dubna, Kennedy požádal viceprezidenta Johnsona o zhodnocení amerického vesmírného snažení a programů, které by Spojeným státům daly možnost dohnat a předehnat Sovětský svaz. Johnson po týdnu přišel se závěrem, že Spojené státy mohou dosáhnout vůdcovství, pokud vynaloží dostatečné úsilí. Dospěl k závěru, že přistání na Měsíci je dostatečně daleko v budoucnosti a dostatečně obtížné, aby ho mohly Spojené státy dosáhnout první.
Dne 25. května 1961 Kennedy ohlásil svou podporu programu Apollo v řeči před Kongresem:
| „                         | Věřím, že tento národ si může vytyčit za cíl přistání člověka na Měsíci a jeho bezpečný návrat na Zemi, a to do konce tohoto desetiletí. Žádný jiný vesmírný projekt dneška nebude působivější pro lidstvo a důležitější pro dlouhodobý výzkum vesmíru. Uskutečnění žádného nebude tak obtížné a nákladné. | “ |
| — John Fitzgerald Kennedy | |   |

Cíl vyhlášený Kennedym byl ambiciózní – ke dni prezidentovy řeči pobýval ve vesmíru dosud pouze jeden Američan (Alan Shepard), a to méně než měsíc předtím a pouze na několik minut při suborbitálním letu. Dokonce i někteří zaměstnanci NASA pochybovali o splnitelnosti závazku.
Vyslání lidí na Měsíc do konce 60. let si vyžádalo rozsáhlý vzestup technologické tvořivosti a masivní soustředění zdrojů (24 miliard dolarů). Na vrcholu aktivit spojených s programem Apollo se na něm podílelo na 400 tisíc zaměstnanců ve 20 tisících podnicích a univerzitách. Během 60. let se podstatným způsobem rozšířila i americká vesmírná agentura realizující program – NASA. Skupina NASA pro řízení pilotovaných programů v Langleyho výzkumném středisku se přestěhovala do texaského Houstonu, kde vznikl nový rozsáhlý vědecký komplex – dnešní Johnsonovo vesmírné středisko.

### Koncepce misí
Jakmile Kennedy definoval cíl kosmického programu, NASA začala zvažovat způsoby jeho naplnění. Snažila se přitom minimalizovat riziko pro astronauty i náklady či technickou náročnost letů. Vybírala ze čtyř možných variant:

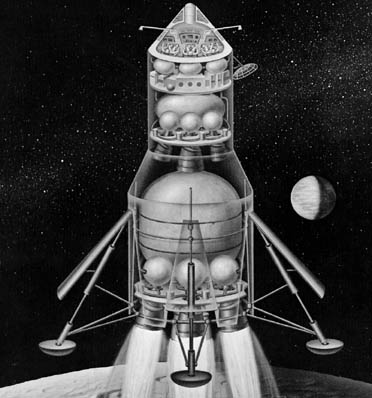
Raný návrh Apolla v koncepcích přímý let, nebo setkání na oběžné dráze Země, 1961

- Přímý let (Direct Ascent): kosmická loď letí přímo na Měsíc jako celek, na něm přistane a návratová část se vrátí na Zem. Potřebná mimořádně silná nosná raketa byla vyvíjena pod názvem Nova.[15][16]
- Setkání na oběžné dráze země (Earth Orbit Rendezvous, EOR): Několik raket vynese části kosmické lodi, kabinu posádky, motory, palivo, které astronauti na oběžné dráze sestaví dohromady a vydají se k Měsíci, přistanou na něm a s návratovou částí se vydají zpět.[15][16]
- Setkání na povrchu Měsíce (Lunar Surface Rendezvous): První nosná raketa vynese loď se zásobami paliva, která přistane na Měsíci. Astronauti přiletí za ní a přečerpané palivo použijí pro návrat.[17]
- Setkání na oběžné dráze Měsíce (Lunar Orbit Rendezvous, LOR): jedna nosná raketa (pozdější Saturn V) vynese modulární kosmickou loď. Na Měsíci nepřistane celá loď, ale pouze část – lunární modul, zatímco velitelský modul počká na oběžné dráze Měsíce. Po znovuspojení je lunární modul odhozen a na Zem se vrátí astronauti ve velitelském modulu. V této variantě by na Měsíci přistála jen relativně malá část kosmické lodi a ještě menší odstartovala z měsíčního povrchu.[15][16]

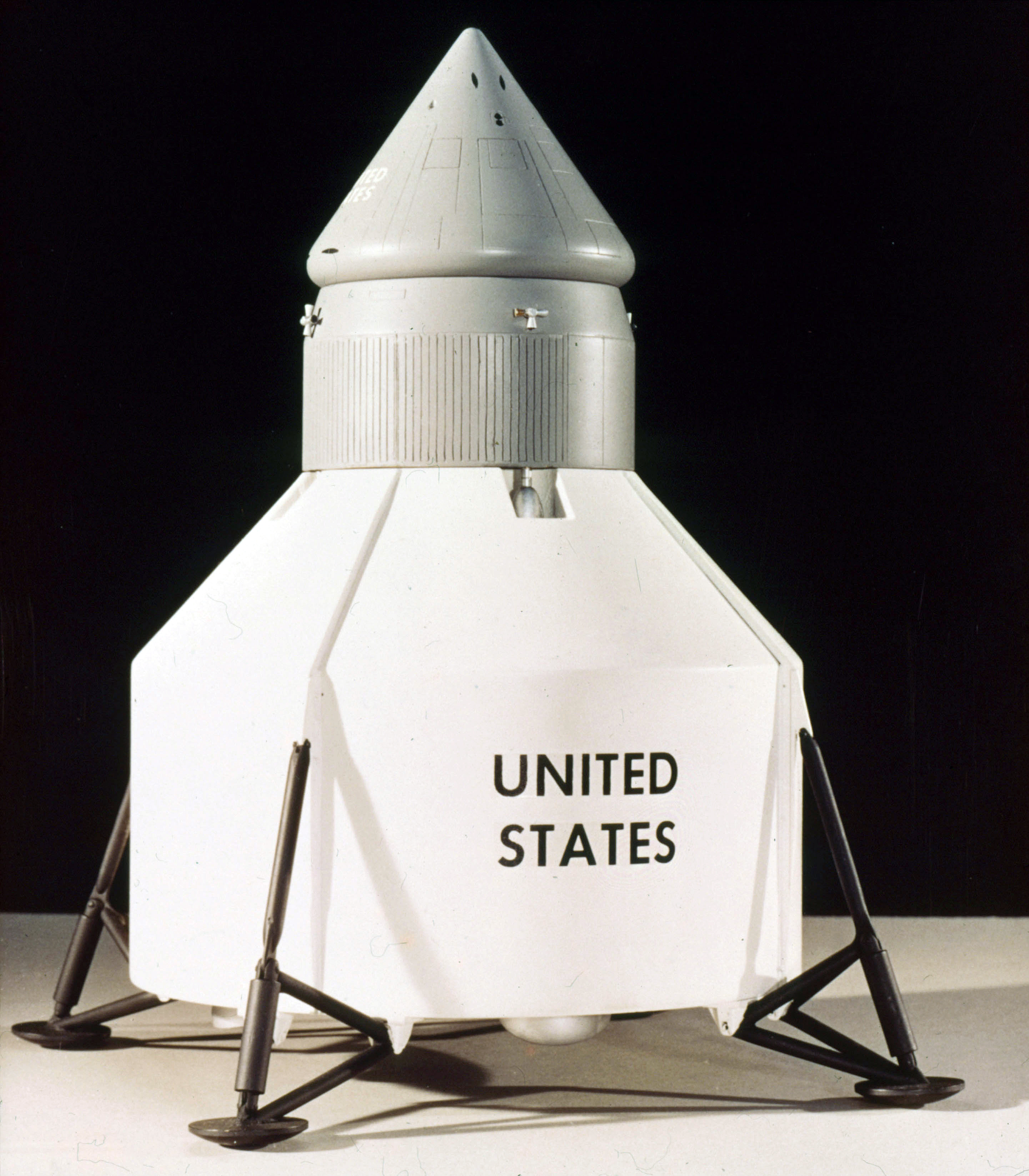
Raný koncept lunárního modulu, cca 1962

Začátkem roku 1961 měl přímý let nejsilnější podporu uvnitř NASA. Mnoho odborníků se obávalo i setkávacího manévru, natožpak spojování lodí, i kdyby mělo být uskutečněno na oběžné dráze Země. Setkání a spojení na oběžné dráze Měsíce považovali za vyloženě hazardní. Nicméně skupina kolem Johna Houbolta v Langleyho výzkumném středisku zdůrazňovala významnou úsporu hmotnosti kosmické lodě ve variantě LOR. Během roku 1960 a první poloviny následujícího roku Houbolt urputně, ale bezúspěšně, bojoval za setkání na oběžné dráze Měsíce.
Zlom přineslo až ustanovení Golovinova výboru v červenci 1961. Výbor měl doporučit nosič, ale uznal, že výběr nosné rakety závisí na architektuře mise. Nakonec doporučil kombinaci EOR a LOR přístupu, čímž se setkání na oběžné dráze Měsíce konečně vymanilo z postavení okrajového návrhu skupinky nadšenců. Na přelomu let 1961/1962 si získalo podporu mezi osazenstvem pracovní skupiny pro řízení pilotovaných letů v Langleyho výzkumném středisku, právě tehdy transformované ve Středisko pilotovaných letů v Houstonu. Inženýrům z Marshallova střediska vesmírných letů trvalo déle, než přijali koncepci LOR (oficiálně ji podpořil Wernher von Braun až na tiskové konferenci v červnu 1962). NASA formálně rozhodla ve prospěch mise typu LOR 11. července 1962. Historik James Hansen k tomu poznamenal:
| „              | Bez přijetí původně menšinové koncepce v roce 1962 by Spojené státy mohly dosáhnout Měsíce, ale téměř určitě ne před koncem desetiletí, jak se zavázal prezident Kennedy. | “ |
| — James Hansen | |   |

Koncepce LOR měla tu výhodu, že lunární modul mohl být použit jako záchranný člun v případě selhání velitelského modulu. To se stalo při letu Apolla 13, kdy výbuch kyslíkové nádrže připravil velitelský modul o elektrickou energii. Zdroje lunárního modulu – pohon, elektrická energie a podpora života – umožnily bezpečný návrat posádky.

## Kosmická loď

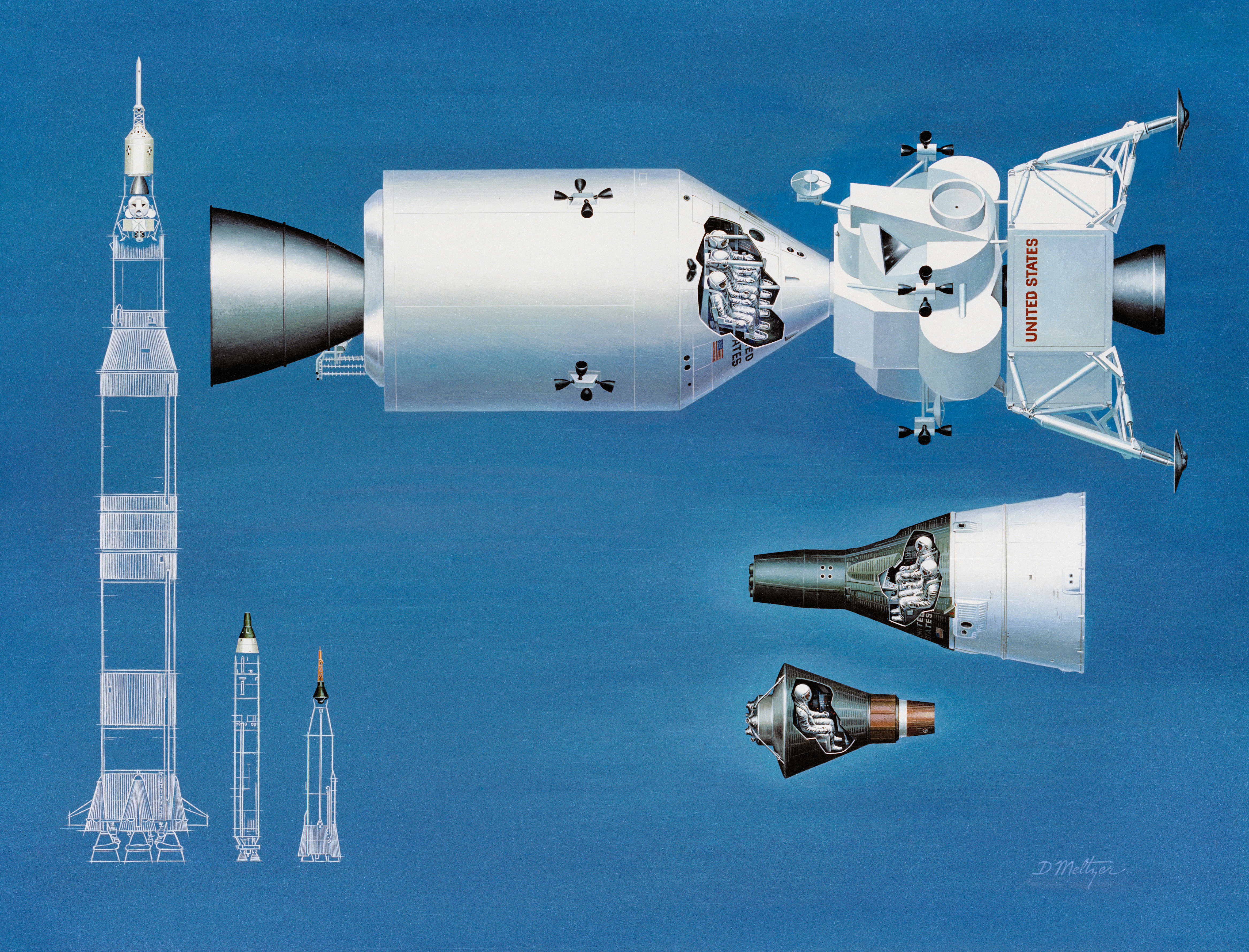
Nahoře kosmická loď Apollo (vlevo servisní/velitelský, vpravo hranatý lunární modul) ve srovnání s menší lodí Gemini a malou Mercury. V odlišném měřítku jsou zobrazeny jejich nosné rakety: zleva Saturn V, Titan 2 (pro Gemini) a Atlas D (pro Mercury).

Předběžné studie lodi Apollo ji modelovaly jako trojmístný velitelský modul doplněný několika servisními moduly s pohonem a zdroji elektrického proudu. Předpokládalo se její využití v různorodých misích – letech k vesmírné stanici, obletu Měsíce, nebo návratu na Zemi z povrchu Měsíce. Poté, co se přistání na Měsíci stalo oficiálním cílem, byla rozpracována koncepce velitelského/servisního modulu (CSM, Command/Service Module), ve kterém posádka doletěla na Měsíc, a po startu z Měsíce se v něm vrátila na Zemi, přičemž ještě větší další pohonný modul byl potřeba pro přistání na Měsíci.
Výběr „setkání na oběžné dráze“ jako konceptu letu změnil úlohu CSM v „měsíční tahač“, přičemž pro přistání na Měsíci a návrat k CSM použila posádka nově přidaný dvoumístný lunární modul (LM, lunar module).

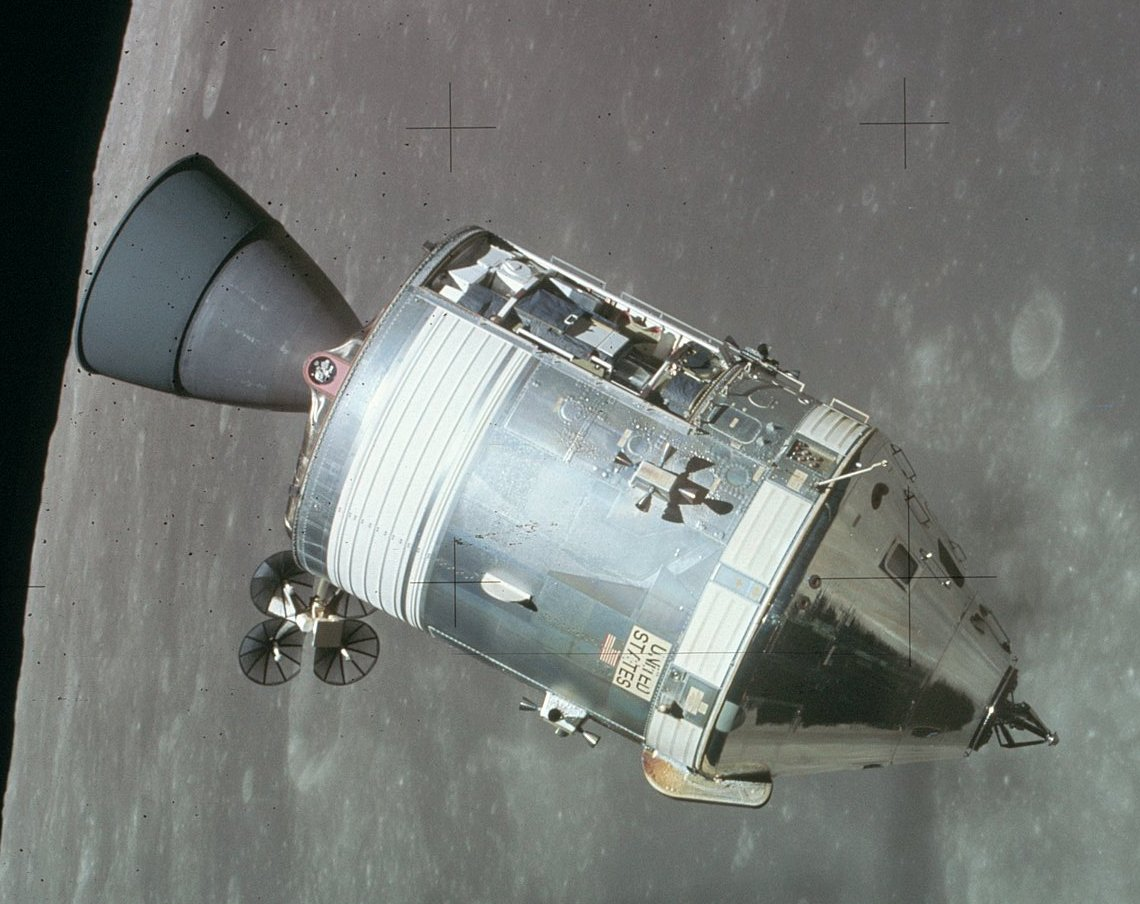
Velitelský a servisní modul Apolla 15 na oběžné dráze Měsíce

Velitelský modul (CM, Command Module) měl tvar kužele s výškou 3,66 metru, největším průměrem 3,9 metru a hmotností 5,5 tun. Na vrcholu kabiny byl průlez o průměru 736 mm. Posádka do velitelského modulu nastupovala dalším průlezem, ve kterém bylo okno. Na stěnách kabiny se nacházela další čtyři okna. Kabina obsahovala tři křesla pro posádku, modul byl vybaven i částí manévrovacích motorků systému RCS (Reactive Control System), který zajišťoval stabilizaci a orientaci lodě, a palubním počítačem. Velitelský modul byl jedinou částí lodi, která byla vybavena tepelným štítem, protože jako jediná část se vracela skrz zemskou atmosféru a přistávala v moři.
Servisní modul (SM, Service Module) měl tvar válce dlouhého přibližně 6,71 m s průměrem 3,61 m. Obsahoval nádrže na okysličovadlo a palivo pro motor (SPS), palivové články a nádrže na kyslík, vodík a dusík. Motor servisního modulu o tahu 91,2 kN zajišťoval všechny manévry: navedení na oběžnou dráhu Měsíce, opuštění oběžné dráhy Měsíce a větší korekce dráhy. Servisní modul nesl také většinu trysek systému RCS. Prázdný vážil 3850 kg, mohl nést 19 440 kg pohonných hmot.
Zakázku na stavbu velitelského a servisního modulu získala společnost North American Aviation. V důsledku zpoždění, problémů s kvalitou a překročení nákladů byly v zimě 1965–1966 vztahy mezi North American a NASA napjaté. Vztahy se zhoršily ještě více o rok později, když v kabině při pozemním testu uhořela posádka Apolla 1.

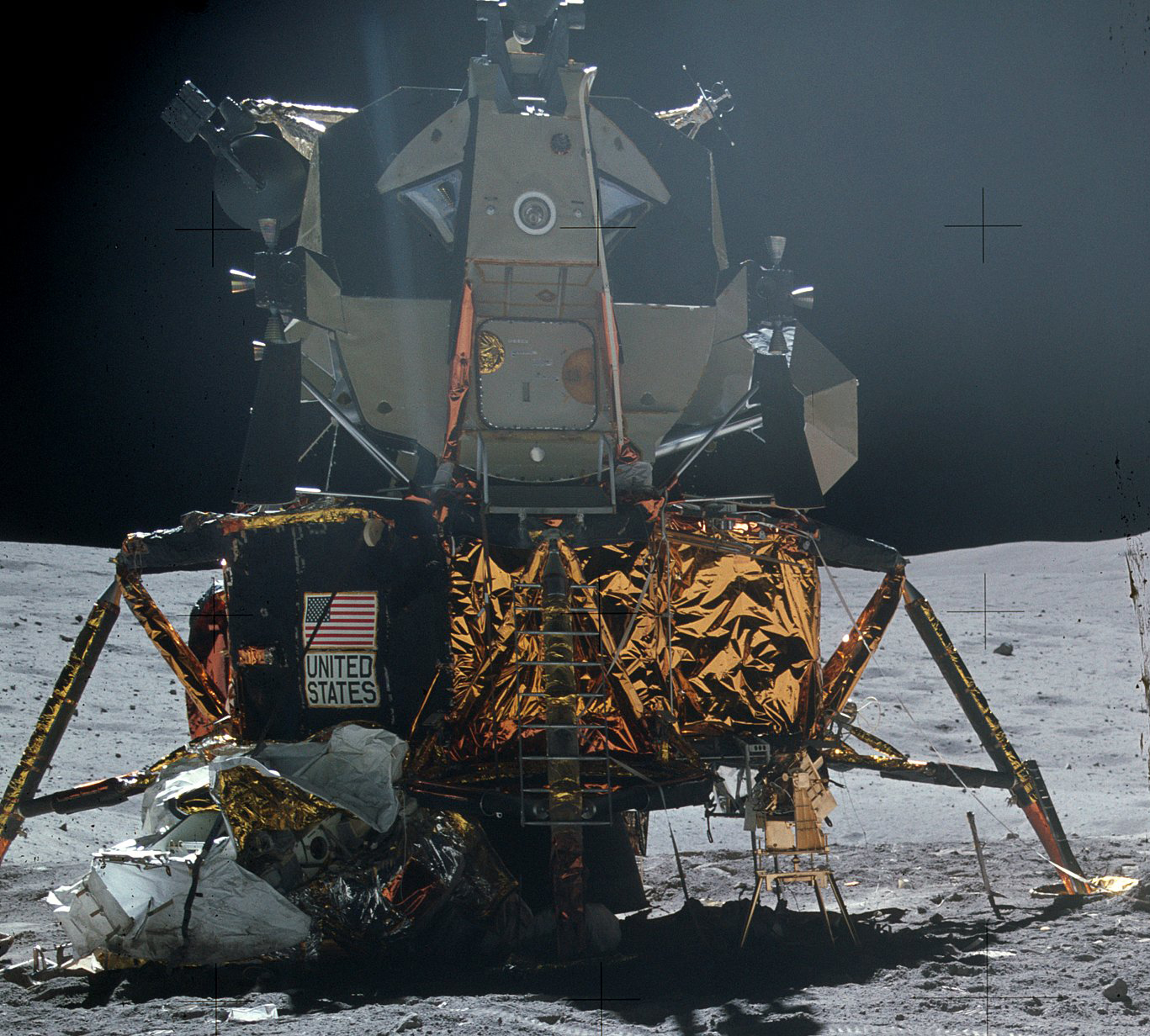
Lunární modul Apolla 16 na Měsíci

Lunární modul měl výšku 6,985 m a rozpětí 9,449 m při vyklopených přistávacích nohách; plně naložený vážil přibližně 15 100 kg. Skládal se ze dvou částí; z přistávacího a startovacího stupně. Při startu z povrchu Měsíce přistávací stupeň zůstal na povrchu.
Startovací stupeň tvořila přetlaková kabina o objemu 6,65 m³ (z toho 4,5 m³ obyvatelných) a přístrojový úsek. Ve vlastní pilotní kabině se nacházely palubní přístroje, počítače, klimatizace, systém zásobování elektrickou energií, kryt startovacího motoru a po stranách nádrže pohonných hmot. V přístrojovém úseku byly nádrže s heliem pro tlakování pohonného systému a nádrže s kyslíkem a vodou. Voda sloužila k pití, ale také k chlazení a v případě nouze i na uhašení požáru. K přestupu astronautů mezi velitelským a lunárním modulem během letu sloužil průlez ve stropě kabiny. Druhý, čtvercový průlez, sloužící k výstupu na měsíční povrch, byl na dně kabiny. Přetlaková kabina měla 3 okna, dvě po stranách hlavní paluby, třetí nad hlavou velitele. Moduly určené k přistání na Měsíci byly vybaveny soupravami vědeckých přístrojů ALSEP, případně i vozidly Lunar Rover.
Uprostřed přistávacího stupně byl přistávací motor (DPS, Descent Propulsion System). Maximální tah motoru byl 46,8 kN. Startovací motor (APS, Ascent Propulsion System) dokázal ve vakuu vyvinout maximální tah 15,6 kN. Tah obou motorů bylo možné regulovat. Ke stabilizaci lodě sloužily dva nezávislé stabilizační systémy, každý s osmi motory. Za normálních podmínek pracovaly oba systémy paralelně, v případě nouze však bylo možné loď stabilizovat jen jedním z nich.
Elektrickou energii lunárnímu modulu, na rozdíl od modulu velitelského a servisního, dodávaly zinko-stříbrné palivové články, protože byly lehčí a spolehlivější než vodíkovo-kyslíkové. Čtyři články byly v přistávacím, dva ve startovacím stupni.
Kontrakt na konstrukci a výrobu lunárního modulu získala společnost Grumman Aircraft Engineering Corporation. Společnost měla problémy s dodržením termínů. První funkční lunární modul nebyl včas hotový pro plánovaný zkušební let v prosinci 1968, aby se zabránilo zdržení programu, musel být změněn plán letů a jeden zrušen.

## Nosné rakety
Když se tým inženýrů vedený Wernherem von Braunem zapojil do programu Apollo, nebylo ještě jasné, jaké úkoly bude mít jejich raketa. Přímý let Apolla na Měsíc potřeboval mnohem silnější nosnou raketu, plánovanou Novu. Rozhodnutí ve prospěch setkání na oběžné dráze Měsíce přeorientovalo tým Marshallova střediska vesmírných letů na vývoj raket Saturn I, Saturn IB a Saturn V. I když byl Saturn V slabší než plánovaná Nova, stal se přesto největší kdy používanou raketou.

### Saturn I a IB

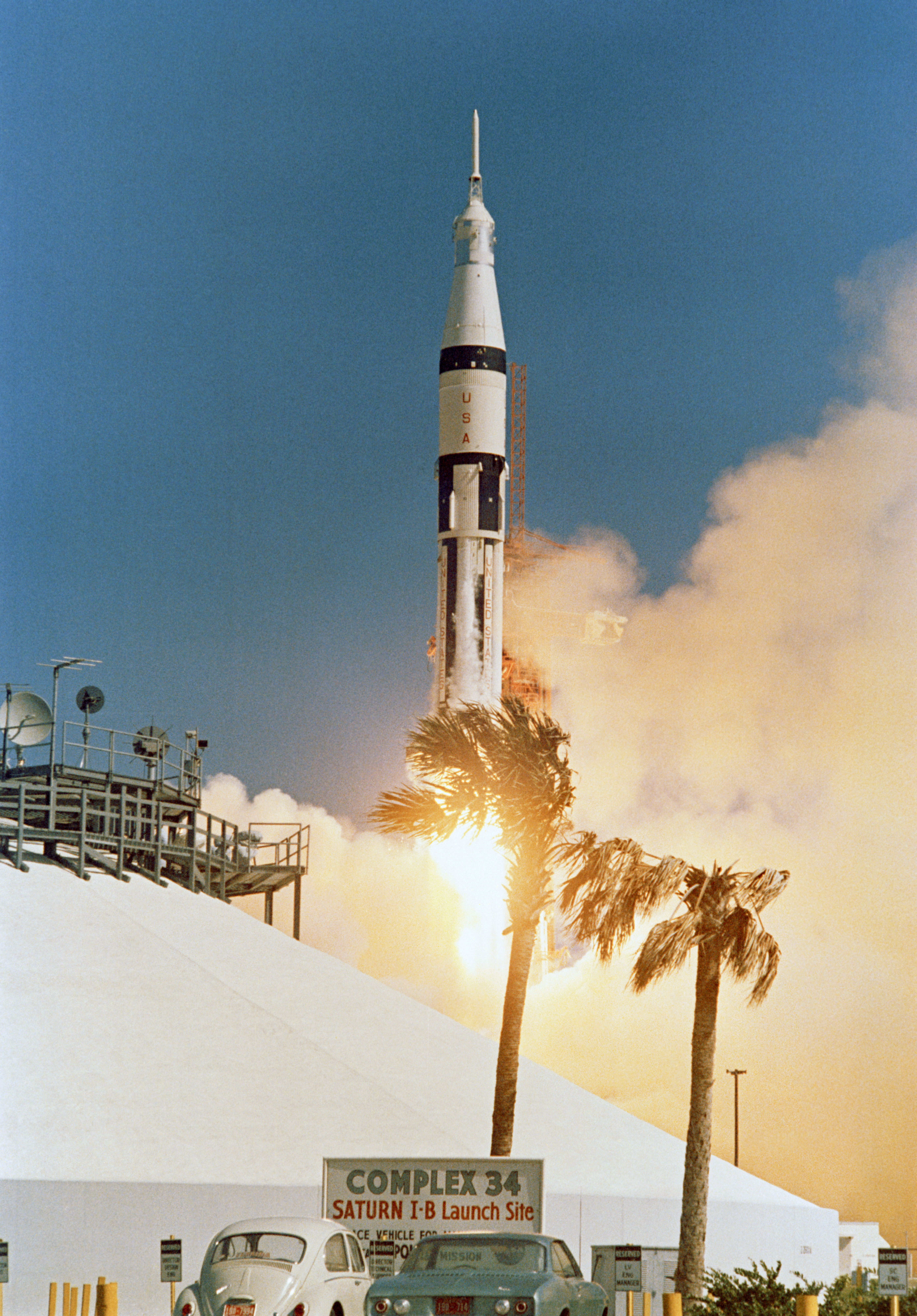
Nosná raketa Saturn IB startuje s Apollem 7, 11. října 1968.

Saturn IB byla dvoustupňová raketa, zdokonalená verze rakety Saturn I, užívané pro testy vybavení programu Apollo, provedení experimentu Highwater a vypouštění družic Pegasus. Saturn IB se od Saturnu I odlišoval silnějšími motory H-1 v prvním stupni, novým systémem řízení letu a přepracovaným druhým stupněm, který měl jeden motor J-2, namísto šesti malých motorů. Na nízkou oběžnou dráhu dokázal dopravit náklad o hmotnosti více než 18 tun a byl tak schopen vynést velitelský i servisní modul Apolla, nebo samotný lunární modul.
Použit byl ve čtyřech bezpilotních testech a k vynesení Apolla 7, první pilotované lodi programu. Po skončení programu Apollo rakety Saturn IB vynášely astronauty v lodích Apollo ke stanici Skylab, raketa byla použita i v programu Sojuz-Apollo.

### Saturn V

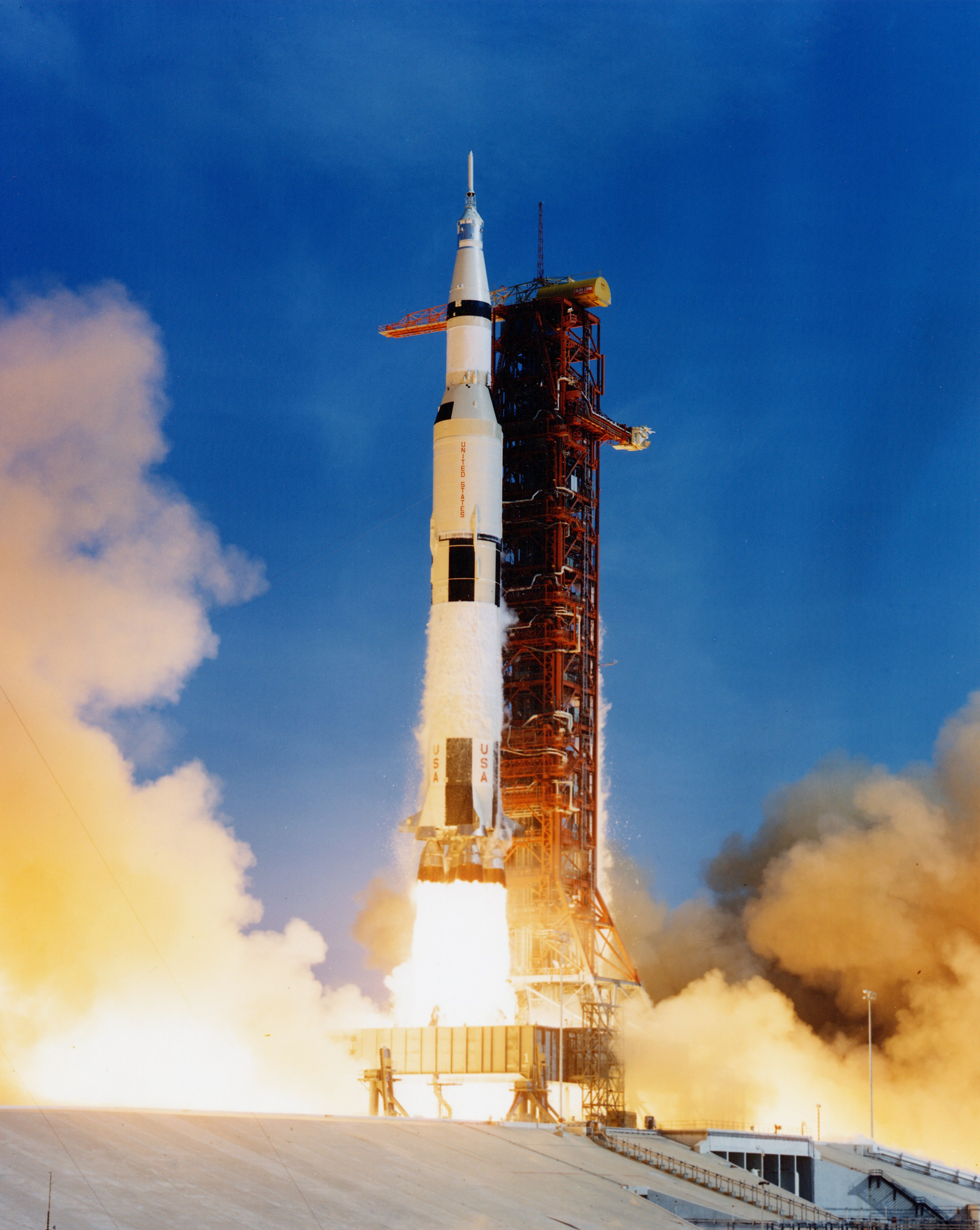
Raketa Saturn V startuje s Apollem 11, 16. července 1969.

Saturn V byla třístupňová nosná raketa schopná vynést až 120 tun užitečného zatížení na nízkou oběžnou dráhu Země a 47 tun k Měsíci. První stupeň měl pět motorů F-1, druhý pět J-2, třetí jeden J-2.
Raketa byla použita ke dvěma bezpilotním testům lodí Apollo (Apollo 4 a 6) a pilotovanému letu Apolla 9 (zkoušky lunárního modulu na oběžné dráze Země). Vynesla lodě Apollo ke všem devíti letům k Měsíci a roku 1973 též stanici Skylab.

## Lety

### Bezpilotní
Před prvními pilotovanými lety byly nosné rakety Saturn a loď Apollo šest let zkoušeny v bezpilotních misích. Letové testy rakety Saturn I začaly čtyřmi suborbitálními lety od října 1961 do března 1963. Následovalo šest orbitálních letů, pět z nich s maketami lodi Apollo, poslední proběhl v červenci 1965. V letech 1963 a 1965 proběhly na základně White Sands zkoušky záchranného systému Apolla.
Během roku 1966 byla loď Apollo třikrát vynesena do vesmíru raketou Saturn IB v misích AS-201, AS-202 a AS-203.

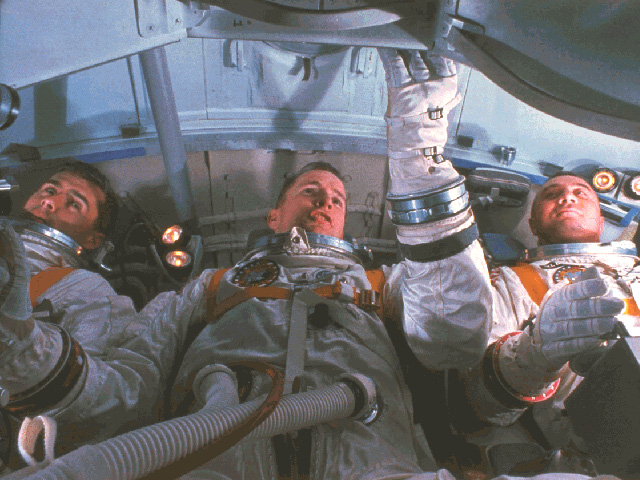
Posádka Apolla 1 v simulátoru. Zleva Roger Chaffee, Edward White, Virgil Grissom.

Následující let, označený Apollo 1 a plánovaný na 21. února 1967, měl být pilotovaný. Při nácviku předstartovního odpočítávání a nouzového opuštění lodi 27. ledna vypukl ve velitelském modulu požár. Oheň se rychle rozšířil, protože kabina byla naplněna čistým kyslíkem a bylo v ní množství hořlavých materiálů. Astronauti – Virgil Grissom, Edward White a Roger Chaffee neměli šanci na záchranu a uhořeli. V důsledku tragédie bylo pozměněno vnitřní vybavení lodi a při pozemních zkouškách používána atmosféra ze dvou třetin kyslíku a třetiny dusíku.
Další bezpilotní mise už měly název Apollo, totiž Apollo 4, Apollo 5 a Apollo 6. Koncem roku 1967 proběhl první letový test rakety Saturn V s lodí Apollo 4, a sice velitelského a servisního modulu. Start 9. listopadu 1967 proběhl úspěšně, taktéž úspěšný byl test tepelného štítu Apolla při vstupu do atmosféry 2. kosmickou rychlostí, na kterou loď urychlil motor servisního modulu, i vlastní přistání Apolla.
Při misi Apollo 5 v lednu 1968 se poprvé do vesmíru dostal lunární modul, testovány byly zejména jeho motory. Let proběhl úspěšně, takže další bezpilotní test lunárního modulu byl zrušen. Apollo 6 v dubnu 1968 byl poslední bezpilotní let Saturnu V. Cílem letu bylo vyzkoušení nosné rakety, restart jejího třetího stupně a navedení Apolla na otestování návratu Apolla po simulovaném obletu Měsíce do atmosféry Země druhou kosmickou rychlostí. Kvůli předčasnému vypnutí motorů 2. stupně a neúspěchu restartu 3. stupně muselo být pro navedení lodi na excentrickou dráhu s apogeem ve výši 22 274 km použito motorů Apolla, jejichž výkon pak chyběl při plánovaném urychlení na 2. kosmickou rychlost. Přistávací manévr proběhl už bez potíží.

### Pilotované
V pilotovaných letech programu Apollo byly posádky lodi tříčlenné – skládaly se z velitele (CDR, Commander), pilota velitelského modulu (CMP, Command Module Pilot) a pilota lunárního modulu (LMP, Lunar Module Pilot).
Velitel byl zodpovědný za celkový průběh letu. Byl pilotem lodi, tj. velitelského modulu, byl-li přítomen, a lunárního modulu (LM), první vycházel na povrch Měsíce. Pilot velitelského modulu sloužil jako navigátor, detailně znal systémy velitelského a servisního modulu, řídil počáteční spojení s LM, zodpovídal za zážehy motorů a korekce dráhy a zůstával ve velitelském modulu, když jeho kolegové přistáli na Měsíci. Pilot lunárního modulu zastával povinnosti palubního inženýra, když sledoval systémy obou modulů, byl povinen detailně znát systémy LM. Při samostatném letu LM pomáhal veliteli v roli navigátora, po přistání na Měsíci doprovázel velitele na vycházkách.
Apollo 7 v říjnu 1968 bylo první pilotovanou misí programu. Během jedenáctidenního letu na oběžné dráze Země posádka vyzkoušela velitelský/servisní modul, upravený po požáru Apolla 1. Byl první pilotovaný start Saturnu IB a první americký let trojčlenné posádky.

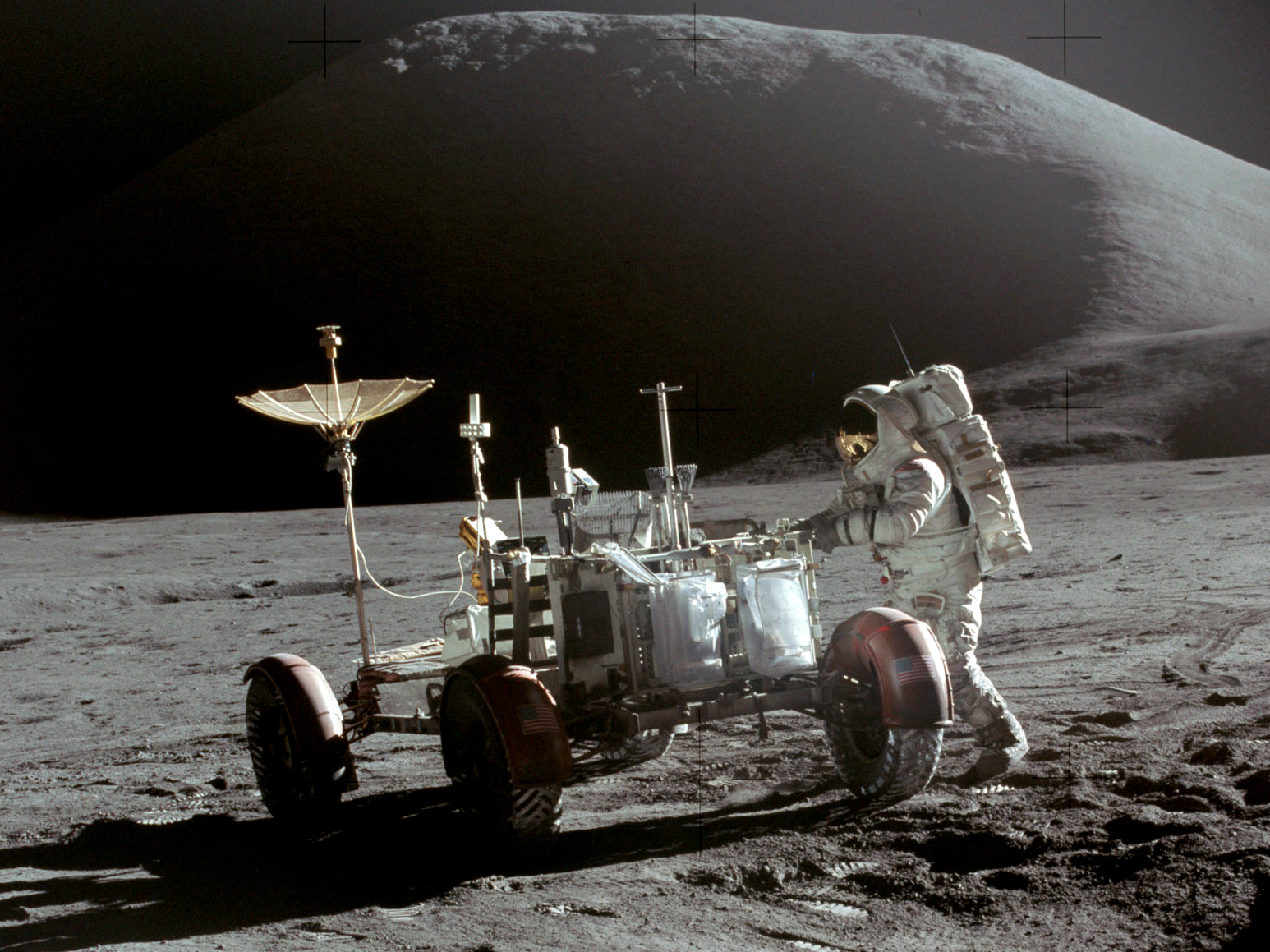
Měsíční vozidlo Lunar Rover použité v misích Apollo 15, 16 a 17

Od prosince 1968 do května 1969 NASA plánovala provedení tří pilotovaných letů s použitím rakety Saturn V, které měly vyzkoušet loď Apollo včetně lunárního modulu. Nicméně v létě 1968 bylo zřejmé, že lunární modul nebude v prosinci k dispozici. Vedení NASA se proto rozhodlo vyslat v misi Apollo 8 na oběžnou dráhu Měsíce sestavu tvořenou velitelským a servisním modulem. Následoval let Apollo 9, během něhož byl vyzkoušen pilotovaný let lunárního modulu, zatím na oběžné dráze Země.
Let Apollo 10 byl poslední přípravný před přistáním na Měsíci. Thomas Stafford a Eugene Cernan se v lunárním modulu spustili až na necelých 15 km nad povrch Měsíce.
Mise Apollo 11 byla vyvrcholením celého programu. Dne 20. července 1969 Neil Armstrong a Buzz Aldrin přistáli na Měsíci a 21. července vystoupili na jeho povrch. Apollo 12 byl druhý let s přistáním na Měsíci. Na cestě Apolla 13 k Měsíci však vybuchla jedna z nádrží s kyslíkem a vážně poškodila loď. Přesto se posádce po obletu Měsíce podařilo přistát na Zemi. Následující čtyři mise – Apollo 14, 15, 16 a 17 – proběhly úspěšně. V posledních třech astronauti k pohybu po Měsíci používali vozidlo Lunar Rover.
Posledním letem k Měsíci bylo Apollo 17, jehož velitel Eugene Cernan byl posledním člověkem stojícím na povrchu Měsíce. Ve funkci pilota lunárního modulu se letu na Měsíc poprvé zúčastnil profesionální vědec – geolog Harrison Schmitt. Posádka Apolla 17 přistála na Zemi 19. prosince 1972.

### Seznam pilotovaných misí

Místa přistání lodí Apollo (zeleně), sond Surveyor (žlutě) a Luna (červeně)

- Apollo 1: Posádka zahynula po vypuknutí požáru během předletového testu 27. ledna 1967.[46]
- Apollo 7: 11. – 22. října 1968. První let Apolla a rakety Saturn IB s posádkou.[42][47]
- Apollo 8:[48] 21. – 27. prosince 1968. První oblet Měsíce a použití rakety Saturn V s posádkou.
- Apollo 9:[49] 3. – 13. března 1969. První let lunárního modulu s posádkou.
- Apollo 10:[50] 18. – 26. května 1969. První oblet Měsíce lunárním modulem s posádkou.
- Apollo 11:[43] 16. – 24. července 1969. První přistání lidí na Měsíci – 20. července.
  - Na povrch Měsíce vystoupil Neil Armstrong a Buzz Aldrin.
- Apollo 12:[51] 14. – 24. listopadu 1969. První přesné přistání lidí na Měsíci.
  - Na povrch Měsíce vystoupil Charles Conrad a Alan Bean.
- Apollo 13:[52] 11. – 17. dubna 1970. Zásobník kyslíku explodoval během cesty, přistání na Měsíci bylo zrušeno.
- Apollo 14:[53] 31. ledna – 9. února 1971. Alan Shepard se stal jediným kosmonautem programu Mercury, který se dostal na Měsíc.
  - Na povrch Měsíce vystoupil Alan Shepard a Edgar Mitchell.
- Apollo 15:[54] 26. července – 7. srpna 1971. První mise s měsíčním vozítkem.
  - Na povrch Měsíce vystoupil David Scott a James Irwin.
- Apollo 16:[55] 16. – 27. dubna 1972. První přistání na měsíční vrchovině.
  - Na povrch Měsíce vystoupil John Young a Charles Duke.
- Apollo 17:[45][44] 7. – 19. prosince 1972. Poslední let Apolla k Měsíci, první noční start, jediná mise s profesionálním geologem.
  - Na povrch Měsíce vystoupil Eugene Cernan a Harrison Schmitt.

### Zrušené mise
Původně byly plánovány tři další lety na Měsíc, Apollo 18 až 20. Po drastickém snížení rozpočtu NASA a rozhodnutí zrušit druhou sérii raket Saturn V byly roku 1970 tyto mise zrušeny. Ušetřené prostředky pohltil program Space Shuttle, zbylé lodi Apollo a rakety Saturn byly využity v programech Skylab a Sojuz-Apollo, případně umístěny v muzeích.
Přistání Apolla 18 bylo plánováno v místě zvané Schroter's Valley v červenci 1973. Mise byla zrušena 2. září 1970 rozhodnutím Kongresu Spojených států amerických. Před jejím zrušením nebyla stanovena žádná posádka (Harrison Schmitt se stal po zrušení Apolla 18 stal členem posádky Apolla 17). Na základě rotace posádek předchozích misí by jako základní posádka možná byla určena sestava, která tvořila záložní posádku pro Apollo 15:
- Richard „Dick“ Francis Gordon, Jr. – velitel
- Vance DeVoe Brand – pilot velitelského modulu
- Harrison Hagan „Jack“ Schmitt – pilot lunárního modulu

V roce 2011 byl natočen sci-fi film z alternativní historie Apollo 18.
Mise Apollo 19 měla na Měsíci přistát v prosinci 1973 v místě zvaném Hyginus Rille. Mise byla zrušena 2. září 1970 kvůli kongresovým škrtům. Ani u této mise nebyla do té doby stanovena žádná posádka. Na základě rotace posádek předchozích misí by jako základní posádka možná byla určena sestava:
- Fred „Freddo“ Wallace Haise, Jr. – velitel
- William Reid Pogue – pilot velitelského modulu
- Gerald „Jerry“ Paul Carr – pilot lunárního modulu

Let Apollo 20 měl na Měsíci přistát v červenci 1974 v kráteru Koperník (Crater Copernicus) v Mare Insularum. I tato mise byla zrušena škrtům Kongresu. Stejně jako u předchozích zrušených letů nebyla ani u Apolla 20 do té doby stanovena posádka. Na základě rotace posádek předchozích misí by však jako základní posádka možná byla určena sestava:
- Charles „Pete“ Conrad, Jr. – velitel
- Paul Joseph Weitz – pilot velitelského modulu
- Jack Robert Lousma – pilot lunárního modulu

## Závěrečná hodnocení
Po splnění Kennedyho úkolu dopravit člověka na Měsíc podpora pro americký kosmický program ochabla. To se projevilo i předčasným ukončením měsíčních misí Apollo – ačkoli byly plánovány ještě tři další lety, program byl ukončen v prosinci 1972 letem Apolla 17. Jednou z příčin předčasného ukončení programu byly i rozpočtové škrty vyvolané válkou ve Vietnamu. Zbylé rakety Saturn a kosmické lodi Apollo byly po zastavení programu využity v projektech Skylab a Sojuz-Apollo. Bez zajímavosti také není to, že od programu Apollo se žádný člověk nevydal do vesmíru dál, než na nízkou oběžnou dráhu. Tento fakt je častým argumentem zastánců názoru, že přistání na Měsíci bylo fingované (viz níže).
Šest letů (Apollo 11, Apollo 12, Apollo 14, Apollo 15, Apollo 16 a Apollo 17) dosáhlo povrchu Měsíce. Apollo 7 a 9 vzlétly pouze na oběžnou dráhu Země, aby otestovaly velitelský a lunární modul. Apollo 8 a 10 testovaly různé komponenty na oběžné dráze Měsíce a fotografovaly jeho povrch. Porouchané Apollo 13 na Měsíci nepřistálo, ale získalo také jeho fotografie.
Měsíční mise získaly cenná vědecká data a 382 kilogramů měsíčních vzorků. Prováděné pokusy a pozorování zkoumaly mechaniku hornin, meteoroidy, šíření seismických vln, šíření tepla, měřily vzdálenost Měsíce od Země, magnetická pole a sluneční vítr. Zanechané měřící aparatury pracovaly do září 1977, pasivní koutové odražeče je možno pro měření vzdálenosti Měsíce používat dodnes.

### Měsíční vzorky
Šest měsíčních misí programu Apollo přivezlo 381,7 kg měsíčních hornin. Většina je uložena v Lunar Receiving Laboratory v Houstonu.
Horniny dopravené z Měsíce jsou ve srovnání s běžnými pozemskými materiály extrémně staré. Jejich stáří je od 3,2 miliard let u bazaltů z měsíčních moří, až po 4,6 miliard let u vzorků z vysočin. Jako takové představují vzorky z velmi raných období existence sluneční soustavy, které na Zemi téměř chybí.
Analýza složení měsíčních vzorků podpořila teorii velkého impaktu, podle které vznikl Měsíc po srážce Země s tělesem velikosti Marsu. Tato srážka způsobila vyvržení materiálu ze Země a onoho tělesa na oběžnou dráhu Prazemě. Z tohoto materiálu se vytvořil prstenec, který se postupně zformoval do Měsíce.

### Náklady
Roku 1961, kdy prezident Kennedy ohlásil program, byly náklady odhadnuty na 7 miliard dolarů. Tehdejší administrátor NASA James Webb považoval tento odhad za nerealistický a v podkladech pro viceprezidenta Johnsona uvedl částku 20 miliard. Webbův odhad šokoval mnohé činitele, včetně prezidenta, ale ve zpětném pohledu se ukázal být poměrně přesný. V lednu 1969 NASA srovnala náklady na programy Mercury, Gemini a Apollo. Náklady na program Apollo tehdy odhadla na 23,9 miliard dolarů, rozdělených na položky (v miliónech dolarů):
- Kosmická loď Apollo: 7 945,0;
- nosná raketa Saturn I: 767,1;
- nosná raketa Saturn IB: 1 131,2;
- nosná raketa Saturn V: 6 871,1;
- vývoj motorů nosných raket: 854,2;
- podpora misí: 1 432,3;
- sledování a sběr dat: 664,1;
- pozemní zařízení: 1 830,3;
- provozní náklady: 2 420,6.

Konečné náklady programu Apollo byly, podle zprávy z roku 1973 určené pro Kongres, 25,4 miliard dolarů. Náklady na program Apollo tvořily po dobu jeho trvání většinu rozpočtu NASA. Například roku 1966 bylo pro Apollo určeno 60 % z 5,2 miliard přidělených NASA.
Roku 2009 NASA zveřejnila odhad nákladů na program Apollo v dolarech roku 2005 – zaokrouhleně 170 miliard. Započítány byly náklady na výzkum a vývoj, dodání 15 raket Saturn V, 16 velitelských a servisních modulů, 12 lunárních modulů, náklady na provoz a řízení, výdaje na výstavbu a rekonstrukci pozemních zařízení a na letové operace. Odhad byl založen na zprávě Kongresového rozpočtového úřadu A Budgetary Analysis of NASA’s New Vision for Space ze září 2004.

## Následné programy
Během rozvoje programu Apollo se NASA zamýšlela nad otázkou, co přijde po letech na Měsíc. V srpnu 1965 vzniklo v NASA oddělení programu aplikací Saturnu a Apolla, jehož zaměstnanci, ve spolupráci s hlavními dodavateli, připravovali pokračování amerického kosmického programu. Ze všech projektů Apollo applications se uskutečnil pouze program Skylab a let Sojuz-Apollo.
Vesmírná stanice Skylab byla postavena z upraveného stupně S-IVB, druhého stupně rakety Saturn IB. Osídlena byla třikrát (mezi roky 1973 a 1974) a astronauti na ni létali loděmi Apollo (velitelský a servisní modul), které vynášely rakety Saturn IB. Stanice zanikla v červenci 1979.
Při mezinárodním letu Sojuz-Apollo se v červenci 1975 setkaly a spojily americké Apollo a sovětský Sojuz 19. Tento let byl poslední pilotovanou misí NASA před prvním letem raketoplánu Space Shuttle roku 1981 (mise STS-1).

## Konspirační teorie

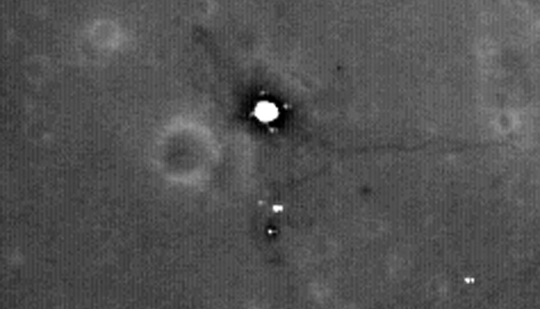
Fotografie místa přistání Apolla 11 pořízená v listopadu 2009 sondou LRO. Uprostřed nahoře stojí přistávací stupeň lunárního modulu se zřetelnými přistávacími nohami, uprostřed dole leží zanechané přístroje ze sady EASEP.

Existují konspirační teorie, že celý program Apollo byl podvod a záběry z Měsíce byly natočeny v pozemských studiích. Inicioval je především Bill Kaysing svou knihou We Never Went to the Moon v roce 1974. Teorie předpokládají utajení stavu věcí ze strany desítek tisíc pracovníků zapojených do lunárního programu, stejně jako aktivní spolupráci Sovětského svazu.
Odmítači reálnosti letů na Měsíc hledají potvrzení pro své přesvědčení například ve fotografiích pořízených astronauty na Měsíci – podle nich jsou na fotografiích špatné směry a tvary stínů, měly by být vidět hvězdy, americká vlajka nemůže na Měsíci vlát… Tvrdí, že nelze přežít průlet Van Allenovými pásy, nebo že motor lunárního modulu by při přistání vytvořil kráter. Jejich argumenty vycházejí z neznalosti a nepochopení fyzikálních zákonů a byly vědci vyvráceny.
Přes rozsáhlou vysvětlovací kampaň NASA je tento názor stále poměrně populární. Podle průzkumů veřejného mínění z let 1995 a 1999 si 6 % Američanů myslelo, že přistání byl podvrh.